# Konkatedra św. Wojciecha w Prabutach
Konkatedra świętego Wojciecha w Prabutach – kościół filialny znajdujący się w mieście Prabuty, w województwie pomorskim. Kościół należy do parafii św. Wojciecha w Prabutach w dekanacie Prabuty diecezji elbląskiej, której jest konkatedrą.

## Historia
Jest to świątynia gotycka z XIV wieku, wybudowana w latach 1310-1330 na wzór konkatedry kwidzyńskiej z polecenia biskupa pomezańskiego Rudolfa. W 1525 roku po sekularyzacji Prus, przejęta przez protestantów. Budowla przebudowana w połowie XIX wieku, zniszczona w czasie II wojny światowej (1945) przez wojska sowieckie i odbudowana dopiero w latach 1981-1983. Dawniej kościół parafialny, od 1992 konkatedra diecezji elbląskiej dzięki decyzji papieża Jana Pawła II. Od 1983 przy parafii konkatedralnej mieści się Kapituła Kolegiacka Pomezańska.

## Architektura
Potężna wieża dostawiona do północnej ściany prezbiterium, elewacje dzwonnicy przedłużone w narożach w czworoboczne wieżyczki stanowiące część dachu namiotowego wieży. Do korpusu przylega kaplica ze sklepieniem gwiaździstym, wyposażenie świątyni współczesne.